# 3150 Tosa
3150 Tosa је астероид главног астероидног појаса са пречником од приближно 28,35 .
Афел астероида је на удаљености од 3,579 астрономских јединица (АЈ) од Сунца, а перихел на 2,816 АЈ.
Ексцентрицитет орбите износи 0,119, инклинација (нагиб) орбите у односу на раван еклиптике 22,079 степени, а орбитални период износи 2088,695 дана (5,718 година).
Апсолутна магнитуда астероида је 11,00 а геометријски албедо 0,087.
Астероид је откривен 11. фебруара 1983. године.